# Eleccions cantonals franceses de 1988
Les eleccions cantonals es van celebrar el 25 de setembre i el 2 d'octubre de 1988.

## Resultats
La taxa d'abstenció s'elevà al 50,87% a la primera volta i del 52,97% a la segona volta. Una de les explicacions que es va donar a aquest índex tan alt fou l'avençament inesperat d'eleccions, ja que en el mateix any es van celebrar les eleccions presidencials i legislatives.
Els resultats foren contrastants. El Partit Socialista va obtenir un resultat modest (29,71%) i va guanyar 80 escons més. Tanmateix, el resultat general va afavorir a la dreta. Amb el 50,29% dels sufragis (contra 49,6% per a la majoria d'esquerra), l'oposició (de dreta) conservà 68 presidències de consell general (dels quals 44 per l'UDF i 23 per l'RPR) contra 27 qui revertiren a la majoria (dels quals 20 pel PS i 2 pel PCF). L'esquerra guanyà la Gironda, però perdé els Alps d'Alta Provença.